# Untertauern, Osoje
Untertauern je naselje v Občini Osoje v Okraju Trg na Koroškem v Avstriji.